# Ramush Haradinaj

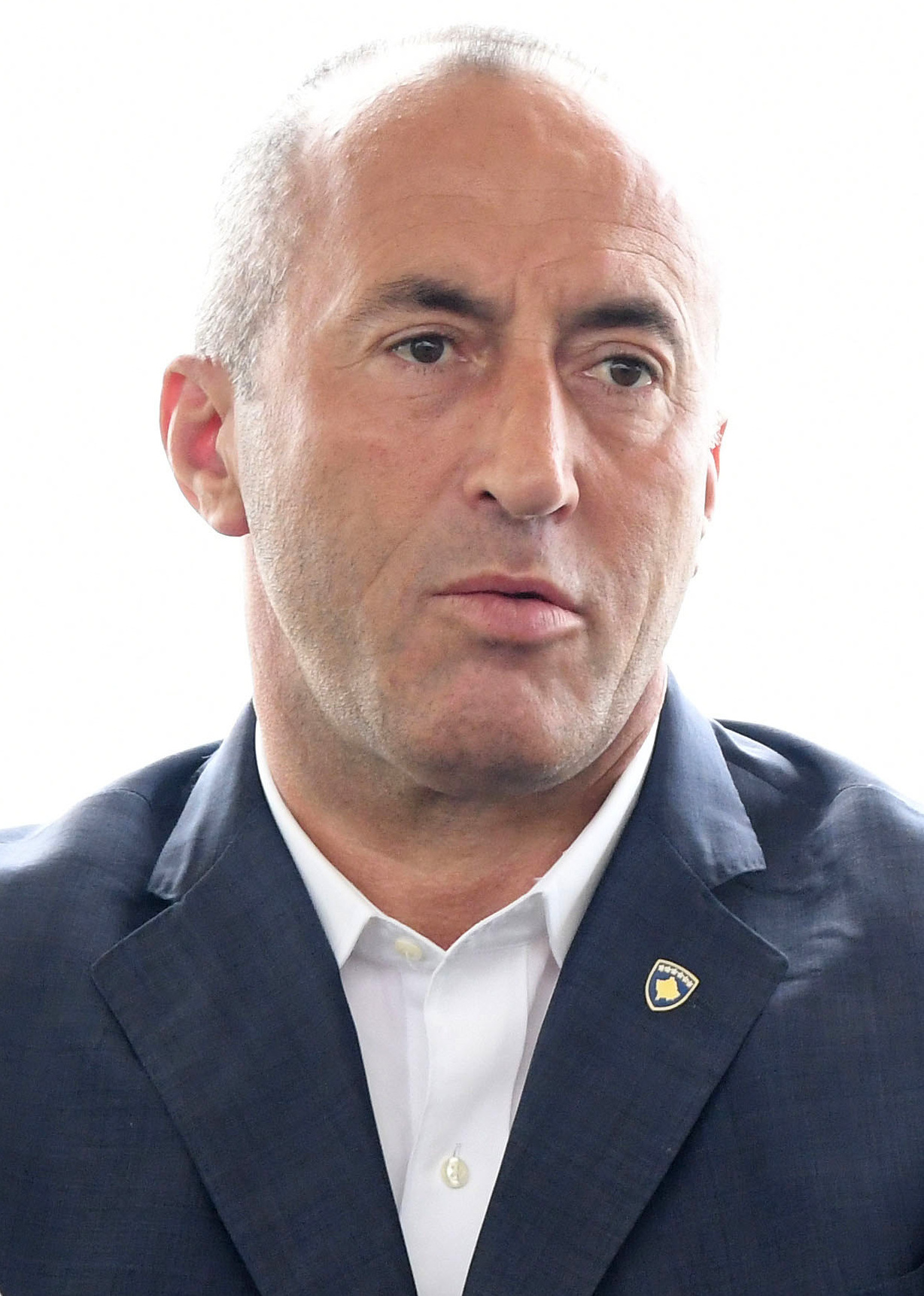
Ramush Haradinaj (2018)

Ramush Haradinaj [ɾamuʃ ˌhaɾaˈdiːnaj]  (* 3. Juli 1968 in Glođane bei Dečani, SFR Jugoslawien, heute Kosovo) ist ein kosovarischer Politiker (AAK). Während des Kosovokrieges war Haradinaj Unterkommandant der paramilitärischen Organisation UÇK.
Vom 9. September 2017 bis zum 19. Juli 2019 war er 3. Premierminister des Kosovo.

## Leben

### Jugend
Haradinaj wuchs auf dem Land als Sohn von Bauern auf. Er stammt aus einer muslimischen Familie, führt jedoch ein säkulares Leben. Bei einem Vortrag, den er am 23. September 2013 an der Columbia-Universität hielt, sagte er sinngemäß, dass die Angehörigen seiner Familie über Generationen Katholiken gewesen seien und er selbst im Grunde nicht wisse, warum er eigentlich Moslem sei. Er sei auch noch nie in einer Moschee gewesen, weder zum Gebet noch zu irgendetwas anderem. Er führt seine Religionszugehörigkeit auf die Zeit der osmanischen Herrschaft in Albanien zurück.
Nach der Grundschule besuchte er weiterführende Schulen in Deçan und Gjakova und lernte dort auch Serbokroatisch. Nach dem Abschluss des Gymnasiums 1987 diente er 1988 als Freiwilliger in der Jugoslawischen Volksarmee an den Standorten Pirot und Dimitrovgrad im Osten Serbiens. Dort brachte er es innerhalb von drei Monaten zum Unteroffizier und Spezialisten für chemische Kampfstoffe.

### Emigration und Exil
Nach dem Wehrdienst zog Haradinaj 1989 nach Luzern (Schweiz), wo ein Onkel ein Bauunternehmen leitete. In den neun Jahren dort wechselte er mehrmals den Wohnsitz, arbeitete in verschiedenen Jobs, unter anderem als Türsteher einer Disco und als Sicherheitskraft bei Sportveranstaltungen und Popkonzerten.
Bei einem Besuch im Kosovo im März 1991 wurde er wegen seiner Teilnahme an Demonstrationen von der jugoslawischen Polizei vorübergehend festgenommen und verhört. Nach der Freilassung kehrte er in die Schweiz zurück, wo ihm politisches Asyl gewährt wurde.

### Familie und Persönliches
Im Dezember 2002 wurde Haradinajs Bruder Daut Haradinaj von einem UN-Gericht im Kosovo wegen seiner Beteiligung an der Entführung und Ermordung von vier Kosovo-Albanern, die der FARK angehörten – einer mit der UÇK rivalisierenden bewaffneten Formation der Kosovo-Albaner – zu fünf Jahren Gefängnis verurteilt. Zu diesem Zeitpunkt hatte Daut Haradinaj einen hohen Posten im Kosovo-Schutzkorps inne. Ein weiterer Bruder Haradinajs wurde im April 2005 im Kosovo ermordet, nach Angaben von UN-Sicherheitskräften bei einer Auseinandersetzung zwischen rivalisierenden Clans.
Seit 2003 ist Ramush Haradinaj mit der TV-Moderatorin Anita Muçaj-Haradinaj verheiratet. Aus der Beziehung gingen insgesamt drei Kinder hervor.
Er spricht neben Albanisch und Serbokroatisch auch Englisch, Französisch und Deutsch.

## Militärische und politische Laufbahn

### Mitgliedschaft in der UÇK
In der Schweiz schloss Haradinaj sich der Lëvizja Popullore e Kosovës (Volksbewegung des Kosovo, kurz LPK) an, einer Organisation, die mit bewaffneten Mitteln für die Unabhängigkeit des Kosovo kämpfen wollte. Die LPK gilt als eine Vorläuferorganisation der UÇK. Seine Heimat besuchte er in dieser Zeit mehrfach illegal; er reiste von Albanien über Bergpfade ein. Als im März 1997 in Albanien während des Lotterieaufstands die Armeebestände geplündert wurden und Millionen Waffen auf den freien Markt kamen, flog er nach Albanien und begann, systematisch Waffen für die zukünftige UÇK aufzukaufen.
Im Sommer 1997 kehrte er nach Serbien zurück und baute von dort aus die regionale Gruppe der UÇK auf. Im März 1998 wurde seine UÇK-Gruppe in seinem Geburtsort Gllogjan in Kämpfe mit serbischen Streitkräften verwickelt, wobei zwei seiner Brüder starben.
Haradinaj wurden gute Beziehungen zu US-Offiziellen nachgesagt, mit denen er während des Kosovokriegs militärisch und nachrichtendienstlich zusammengearbeitet haben soll.

### Politische Karriere im Nachkriegs-Kosovo
Nach dem Krieg wurde er stellvertretender Kommandant des Kosovo-Schutzkorps (TMK), einer als Auffangorganisation für ehemalige UÇK-Mitglieder von den Vereinten Nationen gegründeten Nationalgarde. Im selben Zeitraum begann er ein Studium des Rechtswesens an der Universität Prishtina, das er als Diplom-Jurist abschloss.
Seine politische Karriere begann er in der Demokratischen Partei des Kosovo des ehemaligen UÇK-Kommandanten Hashim Thaçi. Diese verließ er im März 2000; im Monat darauf trat er von seinem Posten als Kommandant des TMK zurück. Am 29. April gründete er dann die Allianz für die Zukunft Kosovos (AAK) als Bündnis von fünf nationalistischen Parteien. Im Juni 2002 wurde aus dem Bündnis eine reguläre politische Partei, deren Vorsitzender er seitdem ist.
Die AAK wurde in der Folgezeit drittstärkste Partei der Kosovo-Albaner – hinter der von Ibrahim Rugova gegründeten Demokratischen Liga des Kosovo (LDK) und Hashim Thaçis PDK, einer anderen Nachfolgepartei der UÇK.
Nach der Parlamentswahl am 24. Oktober 2004 bildete die AAK eine Koalition mit der Wahlsiegerin LDK und Haradinaj wurde am 3. Dezember 2004 mit einer Zweidrittelmehrheit zum Premierminister gewählt. Einem Bericht des Nachrichtenmagazins Der Spiegel zufolge ging es bei der Koalition zwischen beiden Parteien auch um die Befriedung der Rivalität zwischen LDK und AAK: In der Region von Deçan, Klina und Peć sei es von Kriegsende bis zur Regierungsbildung zwischen LDK und AAK zu über 70 Morden gekommen; die Mehrzahl der Opfer seien Mitglieder beider Parteien gewesen.
Im Amt setzte er umstrittene Projekte, wie eine begrenzte Autonomie für ein mehrheitlich von Serben bewohntes Gebiet in der Nähe von Priština, durch. Nachdem die Anklage vor dem Internationalen Strafgerichtshof für das ehemalige Jugoslawien (ICTY) bekannt geworden war, trat er am 8. März 2005 zurück. Sein Nachfolger im Amt des Premierministers wurde Bajram Kosumi (AAK).

### Anklage wegen Kriegsverbrechen
Im März 2005 erhob der Internationale Strafgerichtshof Anklage gegen Haradinaj. Er habe vor und während des Kosovokriegs schwere Verbrechen an der Bevölkerung des Kosovo (Serben, Albaner und Roma) begangen, befohlen oder geduldet.
Haradinaj stellte sich dem Gericht und plädierte auf „nicht schuldig“. Er wurde in Untersuchungshaft genommen, aber nach drei Monaten bis zum Prozessbeginn wieder entlassen. Er kehrte ins Kosovo zurück, wo ihm das UN-Tribunal gestattete, sich wieder politisch zu betätigen. Haradinaj musste sich allerdings, so die Auflage des Gerichts, seine Aktivitäten von der UNMIK genehmigen lassen. Ende Februar 2007 kehrte Haradinaj ins Den Haager Gefängnis zurück. Am 5. März begann der Prozess gegen Haradinaj vor dem Tribunal.
Die Anklage gegen Haradinaj und seine Mitangeklagten, den Chef der Sondereinheit „Schwarzer Adler“, Idriz Balaj, und UÇK-Unterkommandant Lahi Brahimaj, umfasste 37 Punkte, darunter Verbrechen gegen die Menschlichkeit und Verstöße gegen das Kriegsrecht. Es ging dabei um Gewalttaten, die zwischen dem 1. März und dem 30. September 1998 begangen worden seien. Den Angeklagten wurde vorgeworfen, an einer verbrecherischen Organisation beteiligt gewesen zu sein. Deren Ziel sei es gewesen, die Region Metochien im Westen Kosovos unter ihrer Kontrolle zu bringen. Als Mittel habe ihnen dabei die „ungesetzliche Vertreibung und Misshandlung von Serben“ gedient, sowie die Misshandlung von anderen Zivilisten, die sie verdächtigten, mit den serbischen Ordnungskräften zusammenzuarbeiten, serbenfreundlich zu sein oder die UÇK nicht zu unterstützen. Zu den in der Anklage aufgeführten Straftaten, an denen Haradinaj beteiligt gewesen sei, gehörten unter anderem gewaltsame Verschleppung von Zivilisten, Entführung, Freiheitsberaubung, Folter, Mord und Vergewaltigung.
Bei der Eröffnung des Verfahrens wies die Chefanklägerin Carla Del Ponte auf die Probleme der Ankläger hin. Die Einschüchterung von Zeugen sei ein großes Problem bei den Ermittlungen gewesen. Haradinajs Verteidiger, Ben Emmerson, erklärte, die Anklagepunkte seien nicht hinreichend fundiert; der Vorwurf der Teilnahme an einer verbrecherischen Organisation sei der Versuch, Haradinaj verantwortlich zu machen „für die Verbrechen aller bewaffneten Albaner im Westkosovo“.
Am 3. April 2008 wurden Ramush Haradinaj und Idriz Balaj vom Den Haager Gericht freigesprochen. Im Verfahren fehlten die Beweise, da von den ursprünglich zehn Zeugen, die gegen Haradinaj aussagen sollten, nur noch einer lebte. Dieser zog seine Aussage zurück, nachdem er ein Attentat knapp überlebt hatte. Die übrigen  Zeugen waren Kujtim Berisha, der am 16. Februar 2007 in Podgorica, Montenegro von einem Jeep überfahren wurde, Ilir Selimaj, der nach einer provozierten Kneipenschlägerei erstochen wurde, Sadik, Sinan und Xheladin (Gjeladin) Musaj, die alle im Jahr 2005 starben (Sadik wurde bei einem Attentat am 1. Februar 2005 auf offener Straße in der Gegend von Peja erschossen, Sinan und Xheladin Musaj wurden im Juni 2005 im Dorf Raushiq bei Peja getötet), Sebahate Tolaj und Isuf Haklaj, zwei Beamte der Kosovo-Polizei, die gegen Haradinaj aussagen wollten und im November 2003 starben, nachdem sie in einen Hinterhalt in der Nähe von Peja gelockt worden waren, Bekim Mustafa und Avni Elezaj, die bereits im Jahr 2002 erschossen worden waren, sowie Sadik Muriçi und Vesel Muriçi, der zunächst entkommen konnte. Diese „stark beschützten Zeugen“ starben im Jahr 2002 bei professionell organisierten Attentaten in der Gegend von Peja.
Der Mitangeklagte Lahi Brahimaj wurde zu sechs Jahren Haft verurteilt. In Serbien stieß Haradinajs Freispruch auf Unverständnis. Auch die langjährige Chefanklägerin des Haager Tribunals Carla Del Ponte schrieb in ihrer Autobiographie von 2008, das Haager Tribunal habe sein Augenmerk einseitig auf von serbischer Seite begangene Verbrechen gerichtet, während es Verbrechen, in die Kosovo-Albaner verwickelt waren, trotz hinreichend vorliegender Beweise nicht verfolgt habe. Haradinaj sei in den Verkauf von Organen im Kosovo involviert, die exekutierten Gefangenen aus dem Kosovo entnommen wurden.
Die Verfahren gegen Haradinaj, Lahi Brahimaj und Idriz Balaj wurden am 21. Juli 2010 wieder aufgenommen, die Gerichtsverhandlung begann am 18. August 2011. Zugunsten der Freilassung von Haradinaj wurde die Kampagne „U bo boll“ (Es reicht) gestartet. Im neu aufgerollten Prozess forderte die Staatsanwaltschaft des UN-Tribunals eine mindestens 20 Jahre lange Haftstrafe, am 29. November 2012 sprach das UN-Kriegsverbrechertribunal aber Haradinaj, Balaj und sogar Brahimaj in allen Anklagepunkten frei.
Das Gericht sah zwar viele der von der Anklage geschilderten Verbrechen an Serben, Roma und Albanern als erwiesen an, jedoch hätte die Anklage im zentralen Anklagepunkt, dem „gemeinsamen kriminellen Unternehmen“ der Verfolgung und Vertreibung von Serben und Roma, „keine direkten Beweise“ erbringen können, ebenso wenig für eine direkte Beteiligung des Angeklagten oder überhaupt dessen Kenntnis von den Verbrechen. Das Urteil traf auf geteilte, teils scharf ablehnende Reaktionen; so verurteilte die ehemalige UN-Kriegsverbrechertribunal-Sprecherin Florence Hartmann die Entscheidung und sagte, dass das Gericht eine Niederlage erlitten habe, weil es sich von der Wahrheit abwendete; dies sei ein totaler Zusammenbruch des Systems der internationalen Justiz.

### Organisierte Kriminalität und Skandale
Der Name Haradinaj wurde sehr oft genannt, wenn es um die Verflechtung von organisierter Kriminalität und Politik geht. Die Schweizer Wochenzeitung Weltwoche (Nummer 43, 2005) zitierte aus einer Analyse des Bundesnachrichtendienstes (BND) zur organisierten Kriminalität im Kosovo vom 22. Februar 2005. Darin heißt es über Haradinaj:

„Die im Raum Deçan auf Familienclan basierende Struktur um Ramush Haradinaj befasst sich mit dem gesamten Spektrum krimineller, politischer und militärischer Aktivitäten, die die Sicherheitsverhältnisse im gesamten Kosovo erheblich beeinflussen. Die Gruppe zählt ca. 100 Mitglieder und betätigt sich im Drogen- und Waffenschmuggel und im illegalen Handel mit zollpflichtigen Waren. Außerdem kontrolliert sie kommunale Regierungsorgane.“

Die KFOR, so die Weltwoche weiter, bezeichne diese Gruppe in einem Geheimbericht vom 10. März 2004 als „the most powerful criminal organization“ (die mächtigste kriminelle Organisation) der Region und schreibe, Haradinaj habe auch die Verteilung humanitärer Hilfsgüter kontrolliert und als Machtinstrument missbraucht.
Einem Bericht der Berliner Zeitung zufolge, die sich ebenfalls auf eine Analyse des BND bezieht, kontrolliert der von Haradinaj geführte Familienclan eine der drei Interessenszonen der Organisierten Kriminalität im Kosovo. In seiner Eigenschaft als regionaler Bezirkskommandant sei Haradinaj selbst „insbesondere in den Zigarettenschmuggel, den Treibstoffhandel und die Schutzgelderpressung involviert gewesen“. Sein Clan sei am Drogenschmuggel nach Europa beteiligt und wickele seine kriminellen Geschäfte auch über Scheinfirmen im westlichen Ausland ab. Einer als geheim eingestuften Analyse der KFOR zufolge sei er auch am Schmuggel von Waffen und gestohlenen Autos und an Menschenhandel mit Prostituierten beteiligt. Zusammen mit seinem Bruder kontrolliere er die Verteilung von Hilfsgütern im Kosovo. Unter anderem habe er zahlreiche Serben im Kosovo unterdrückt, gefoltert, missbraucht und ermordet. Ebenso seien brutale Vergewaltigungen an jungen serbischen Frauen von ihm veranlasst worden, sowie die Folterung und Vertreibung von Armen, Schwachen und Alten. Sein Ziel sei nicht nur die serbischen Soldaten aus dem Weg zu räumen gewesen, sondern auch die serbischen Bewohner im Kosovo. Selbst Zivilisten und die Kosovo-Serben seien ihm und seinem Clan zum Opfer gefallen. Viele Serben mussten aufgrund dessen fliehen bzw. seien vertrieben worden.
Im Mai 2000 lieferte sich Ramush Haradinaj einen Faustkampf mit russischen Soldaten an einem KFOR-Kontrollpunkt. Die Soldaten hatten ein Schweizer Sturmgewehr in Haradinajs Kofferraum entdeckt und wollten ihn festnehmen.
Am 7. Juli 2000 fuhr er mit einigen Anhängern zum Anwesen einer rivalisierenden kosovo-albanischen Familie. Es kam zu einer Schießerei, Handgranaten wurden geworfen. Über die Ursache des Streits gibt es verschiedene Angaben. Einer vom Londoner Institute for War and Peace Reporting verbreiteten Version zufolge wollte der gegnerische Clan von den Haradinajs wissen, wo die Leichen ihrer vermissten Angehörigen seien; dies habe Ramush Haradinaj in Rage versetzt. Einem vertraulichen Bericht vom 29. Dezember 2003 des UN-Nachrichtendienstes Central Intelligence Unit (CIU) zufolge ging es um Drogengeschäfte. Haradinaj habe das Haus überfallen, weil der Clan offenbar ein Konkurrent gewesen sei. Laut CIU habe er der Familie 60 Kilogramm Kokain stehlen wollen, die sie angeblich im Haus versteckt hielt. So berichtete die bereits zitierte Schweizer Zeitung Weltwoche.
Bei der Schießerei wurde Haradinaj jedenfalls verwundet und musste fliehen. Ein Hubschrauber flog ihn in ein Camp der US-Amerikaner; von dort wurde er ins US-Militärkrankenhaus in Landstuhl zur weiteren Behandlung gebracht. In der Folge wurden US-Offizielle beschuldigt, sich in die UN-Untersuchung des Vorfalls eingemischt zu haben.

### Internationale politische Bühne
Im Februar 2009 wurde Ramush Haradinaj gebeten, als Vermittler für Friedensgespräche zwischen der ugandischen Regierung und den muslimischen Rebellen aus den Reihen der Allianz Demokratischer Kräfte ADF zu vermitteln, wozu er sich bereit erklärte. Haradinaj soll inoffiziell schon seit Monaten vermittelt haben.

### Nach dem Freispruch im November 2012
Nachdem Ramush Haradinaj und zwei seiner Mitstreiter vom Den Haager Strafgerichtshof freigesprochen wurden, empfing man die drei in der Heimat feierlich als Helden. Schnell nahmen Haradinaj und der Ministerpräsident Hashim Thaçi freundschaftliche Gespräche auf. Haradinaj beabsichtigte dabei, Gespräche über eine mögliche Regierungskoalition zwischen Thaçis Partei, der PDK, und seiner Partei, der AAK, aufzunehmen. Außerdem wollte er neuer Ministerpräsident des Kosovo werden. Nach dem Treffen vom 7. Dezember 2012 aber einigten sich beide hauptsächlich auf förmliche Themen, wie die EU-Integration, Reformen und ähnliches. Die Koalition war aber nach eigenen Angaben kein Gesprächsthema. Während im Kosovo sein Freispruch mehrheitlich gefeiert wurde, stieß dieser im Nachbarland Serbien auf größte Empörung.

### Erneute Festnahmen 2015 und 2017
Im Juni 2015 wurde Haradinaj aufgrund eines serbischen Haftbefehls kurzzeitig in Slowenien festgenommen.
Am 4. Januar 2017 wurde er auf dem Flughafen Basel-Mülhausen durch die französische Polizei festgenommen. Nach Angaben der serbischen Staatsanwaltschaft lägen neue Beweise vor, die eine Überstellung Haradinajs nach Belgrad rechtfertigen würden.
Am 27. April 2017 lehnte ein französisches Gericht in Colmar einen Auslieferungsantrag der serbischen Justiz ab. Ramush Haradinaj ist somit freigelassen worden, nachdem er seit Januar mit einer Ausreisesperre belegt worden war.

### Premierminister (2017–2019)
Nach dem Sieg des Wahlbündnisses mit der PDK, dem er angehörte, bei der Parlamentswahl im Kosovo 2017 wurde Haradinaj Premierminister einer wirtschaftsliberal-konservativen Regierungskoalition.
Nachdem er von dem in Den Haag (Niederlande) angesiedelten kosovarischen Sondergericht zur Verfolgung von Kriegsverbrechen während des Kosovokrieges (Kosovo Specialist Chambers and Specialist Prosecutor’s Office) zur Anhörung vorgeladen worden war, erklärte er am 19. Juli 2019 seinen Rücktritt Amt des Premierministers. Er wolle der Ladung Folge leisten, jedoch als Privatmann, nicht als Premierminister. Bis zur Ernennung eines Nachfolgers bleibe er geschäftsführend im Amt.